# 加藤翼 (アーティスト)
加藤 翼（かとう つばさ、1984年 - ）は、日本出身の現代アーティスト。

## 来歴
埼玉県出生。武蔵野美術大学油絵学科を卒業した後、東京藝術大学絵画専攻油画で修士号（美術）を取得。ワシントン大学客員研究員としてシアトルをベースに活動していた。村上隆が主催する現代アートイベント『GEISAI#12』（2009年）において坂田和實賞を受賞し、森美術館の展覧会『六本木クロッシング2010展：芸術は可能か？』において隈研吾賞を受賞。
過去のインタビューで、開成高校・東京大学出身の兄に抱いていたコンプレックスが美術の道を選ぶ誘因になったと語っている。『第13回岡本太郎現代芸術賞（TARO賞）展』（2010年）において自身と兄の部屋を再現した構造体を横倒しにした作品を発表した。油絵を専攻していた美大では、絵を描くよりもそのキャンバス自体を制作する木工作業の方が面白かったと振り返っている。当時、Chim↑Pomのメンバーとなるエリイと同じアパートに住んでおり、そのアパートをモチーフにした作品もある。
探検家の関野吉晴のプロジェクトに参加し、インドネシアのロンブレン島、ラマレラ村へ同行。現地でのクジラ漁について「村は何個かのグループに分かれているんですが、初めは一つのグループがクジラを独占したがるんです。でも、クジラが巨大なので途中で手に負えなくなって、だんだん村全体で漁をするようになっていく」ことに着目し、インスパイアされたと語っている。アメリカのスタンディング・ロック・インディアン居留地で加藤がおこなったプロジェクトのドキュメンタリー映画『ミタケオヤシン』を、関野吉晴の映画を撮影した江藤孝治が監督した。
2021年7月17日より、加藤にとって日本初の美術館個展「縄張りと島」を東京オペラシティアートギャラリーにて開幕した。

## 代表作
引き興し（Pull and Raise）
巨大な構造体を大勢がロープで引っぱり動かすプロジェクト。2011年3月12日に大阪城公園で予定されていたパフォーマンスを東日本大震災が発生したため中止し、構造体を勢いよく引き倒していた従来のものから静かに引き起こす手法に変更した。
- 11.3 PROJECT（2011年）──震災直後から加藤は福島県いわき市で被災地支援活動をはじめ、瓦礫撤去の現場を手伝いながら瓦礫木材を収集した。その被災地域のモニュメントである塩屋埼灯台をモチーフに構造体を制作し、2011年11月3日に500人の参加者たちがそれを引き起こすパフォーマンスをおこなった。[15][16]

言葉が通じない（They do not understand each other）
一人の韓国人男性と加藤がお互いに言葉が通じないながらもどうにか協力して、QRコードが描かれたサインポールを対馬の片隅の無人島に打ち立てるプロジェクト。 その記録写真に写ったQRコードを美術館で各自スキャンすることで、鑑賞者は無人島の位置をGoogleマップで知ることができる　。『言葉が通じない』は香港の大館當代美術館で展示された際、その展覧会のタイトル（『言語不通』）にもなっている。
拘束の演奏
複数人の演奏者がロープで繋がれ、互いに拘束された状態で国歌を演奏する作品。演奏者はお互いに演奏の障壁となり、演奏者の数が多いほど音はかき消され、演奏を達成することは難しくなる。3人の男性が拘束されながら『君が代』を演奏する作品は名古屋にあるオアシス21の屋上で撮影され、あいちトリエンナーレ2019の作品として愛知県美術館で展示された。

## 作品に対するコメント・解釈
- 美術ライター・キュレーターのエミリー・ウェイクリングはオーストラリアのアートマガジン「eyeline 76」において、加藤のプロジェクトとアーミッシュやお神輿との類似点や「リンゲルマン効果（社会的手抜き）」で知られるフランス人エンジニア、マクシミリアン・リンゲルマンの実験との関連性を指摘しながら、「共同作業というテーマが人間性と文明の本質を切り開いており、加藤の作品は2011年に特別な意味合いと新しい次元を獲得した。」と評価。[21]
- 美術編集者・評論家の楠見清は「引き倒し／引き興すことで、その場の光景を転倒／倒立させ、ものの見え方や価値観を倒立させる。対象を倒壊させると同時に倒立させる──破壊と創造が表裏一体になった立体のかたちを造形的につくりだす能力には驚嘆させられる。」とコメント。[22]
- 音楽家・ダンス批評家の桜井圭介は『一連の加藤「作品」は、藤田直哉が批判するような、誰のための・如何なる価値が果実となったのか判定出来ない「地域アート」と一線を画している。』とツイート。[23]
- 横浜美術館館長の蔵屋美香は加藤の個展への展評において『うまく箱を動かすためには、力を加える「力点」、動きを支える「支点」、力が働く「作用点」を周到に配して、「てこの原理」を適切に作動させなければならない。･･･何かを立てる／倒すための協働作業が、何千年もかけて物理の法則を探ってきた人間の知恵の集積の上に成り立つものであることを教えてくれる。同時にまた、ピラミッドや塔、城や大仏といったモニュメントの建立が、人々のこころを一つの方向にまとめるための方途として、権力者によって都合よく使われてきた歴史も明かしてくれる（だから、引き倒し／引き起こしを権力者のものから弱い立場に置かれた人々のものへと奪還する加藤の作品であってさえ、そこにはたんなる「いい話」ではすまされない、集団の陶酔と力の行使に対する緊張がある）。･･･加藤の過ごした10年は、2010年代における日本の美術界の「政治の季節」に重なっている。2011年、東日本大地震後の福島県いわき市で、失われた灯台を模した構造物を地域の人々と共に引き起こした《The Lighthouses-11.3 PROJECT》により、加藤は大きな注目を集めた。2019年には、一部の展示が閉鎖され問題となった「あいちトリエンナーレ2019」で、思想信条を超えた話し合いの場として、毒山凡太朗と共に「サナトリウム」を立ち上げた。加藤は間違いなく、「政治の季節」を牽引してきたアーティストのひとりである。』とコメント。[24]

## 展覧会カタログ
- 縄張りと島、著者：加藤翼、堀元彰、王慰慰、ケン・タダシ・オオシマ、関野吉晴（朝日出版社｜東京オペラシティ アートギャラリー、2021）[25]
- Scratching the Surface. 著者：Sven Beckstette、Daniel Milnes（ベルリン美術館ープロイセン文化財団｜ハンブルガー・バーンホフ現代美術館、ベルリン、ドイツ、2021）[26]
- 言語不通 、著者：June Yap、Ming Lin（大館當代美術館、香港、2020）[27]
- BECOMING A COLLECTIVE BODY、著者：Giulia Ferracci、Elena Motisi、Valerio Del Baglivo（国立21世紀美術館 [MAXXI]、ローマ、イタリア、2020）[28]
- Co/Inspiration in Catastrophes、著者：Huang Chien-Hung、Yuki Pan（台北当代芸術館、台北、台湾、2019）[29]
- あいちトリエンナーレ2019：情の時代、著者：津田大介、飯田志保子、能勢陽子、ペドロ・レイエス、鷲田めるろ、杉原永純、相馬千秋、大山卓也、会田大也、東浩紀（生活の友社｜あいちトリエンナーレ実行委員会、愛知、2019）[30]
- カタストロフと美術のちから、著者：近藤健一、星野太、J.J.チャールズワース、ゲリット・ヤスパー・シェンク（平凡社｜森美術館、東京、2018）[31]
- Reenacting History_Collective Actions and Everyday Gestures、著者：BAE Myungji、SEO Hyun-Suk、PARK Joon-Sang、CHO Soojin（国立現代美術館、果川市、韓国、2017）[32]
- Uprisings、著者：ニコール・ブレネス、ジュディス・バトラー、ジョルジュ・ディディ=ユベルマン、マリ＝ジョゼ・モンザン、アントニオ・ネグリ、ジャック・ランシエール（ガリマール出版社｜ジュ・ド・ポーム国立美術館、パリ、フランス、2016——巡回：メキシコ国立自治大学現代美術館[MUAC]、メキシコシティ、メキシコ｜カタルーニャ美術館、バルセロナ、スペイン）[33]
- 他人の時間、著者：崔敬華、橋本梓、ミッシェル・ホー、ルーベン・キーハン（国際交流基金アジアセンター｜東京都現代美術館｜国立国際美術館、大阪｜シンガポール美術館｜クイーンズランド近代美術館、ブリズベン、オーストラリア、2015）[34]

## 所蔵
- Ulsan Art Museum（韓国）
- 愛知県美術館
- 国立国際美術館（大阪）
- 高松市美術館
- 東京国立近代美術館
- 豊田市美術館
- 森美術館（東京）

## その他
新宿バルト9でのドキュメンタリー映画『ミタケオヤシン』の公開前夜プレミアイベントにおいて、入籍を発表した。
22:00画廊にて、「玉川上水の件/Case01.Tamagawa-josui」参加。